# Нестерівці (Тернопільський район)
Не́стерівці —  село в Україні, у Озернянській сільській громаді Тернопільського району Тернопільської області.  Адміністративний центр колишньої  Нестерівської сільської ради.До Нестеровець приєднано хутори Сосна й Чернецьке. Розташоване на річці Нестерівка, на заході району.

## Історія
Відоме від 16 ст.
1649 поблизу Нестеровець стояла козацька сотня (збереглися записи у псалтирі).
Населення — 404 особи (2001).
12 червня 2020 року, відповідно до розпорядження Кабінету Міністрів України № 724-р «Про визначення адміністративних центрів та затвердження територій територіальних громад Тернопільської області» увійшло до складу Озернянської сільської громади.
19 липня 2020 року, в результаті адміністративно-територіальної реформи та ліквідації Зборівського району, село увійшло до складу Тернопільського району.
У селі зберігся закладений 1930-ті фруктовий сад.

## Пам'ятки
Є церква Святого Апостола Луки (1785, кам. ), капличка 2000-річчя Різдва Христового (2000), «фігури» Матері Божої (1895), на пам'ять про дочку П. Чорнія (1905).
Встановл. пам'ятні хрести на честь скасування панщини(1848,реставрований 2018, проголошення незалежності України (1991), відродження України, 400-річчя Берестейської унії (1996), перебування у Нестерівцях ікони Божої Матері Зарваницької (1996), насипана символічна могила УСС (відновлена 1991).
Хрест святому Іоану
Щойновиявлена пам'ятка монументального мистецтва. Розташована біля дороги, що веде до церкви.
Робота самодіяльних майстрів, виготовлена із каменю (1905 р.).
Постамент — 1х1 м, висота 1,7 м; висота хреста 1 м, площа 0,0005 га.

## Соціальна сфера
Діють ЗОШ 1-2 ступ., клуб, бібліотека, Фельдшерський пункт.

## Відомі люди
У Нестерівцях:
- пастирював фольклорист, історик о. П. Білинський,
- перебували релігійний діяч, письменник Т. Бордуляк, видавець, бібліограф, поет І. Калинович, письменник, етнограф, громадський діяч Пантелеймон Куліш,фізик І.Пулюй, хімік І.Горбачевський
- похований релігійний діяч, літератор, краєзнавець І. Барвінський — автор нарису «Літопис села Нестерівці» (1881—1883).
- народився український військовик, учасник російсько-української війни Кокайло Богдан (1984? с. Нестерівці, нині Тернопільського району  Тернопільської області — 17 січня 2023, Бахмутський напрямок, Донецька область).[4]

## Галерея

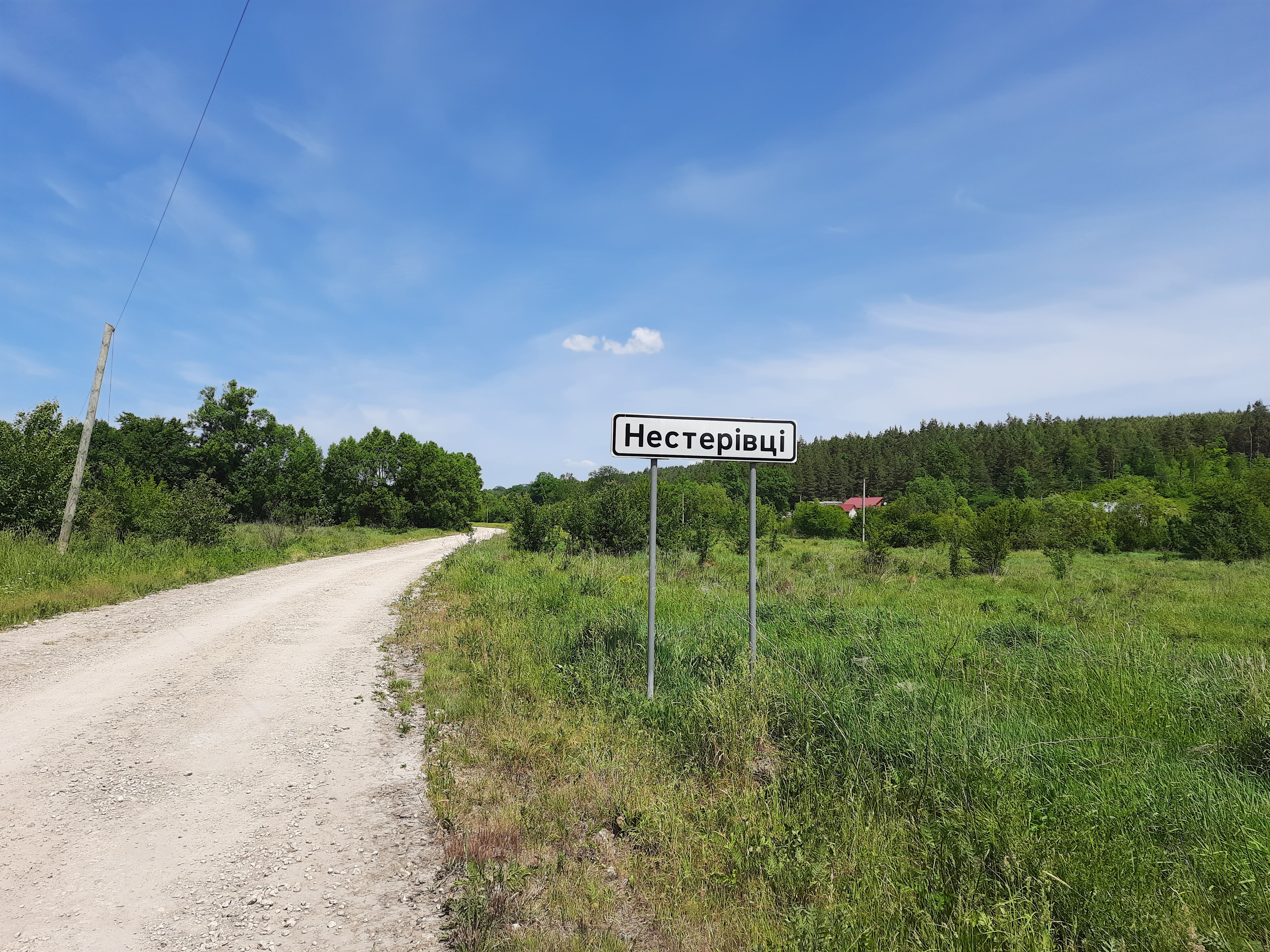
Дорожній знак при в'їзді в село
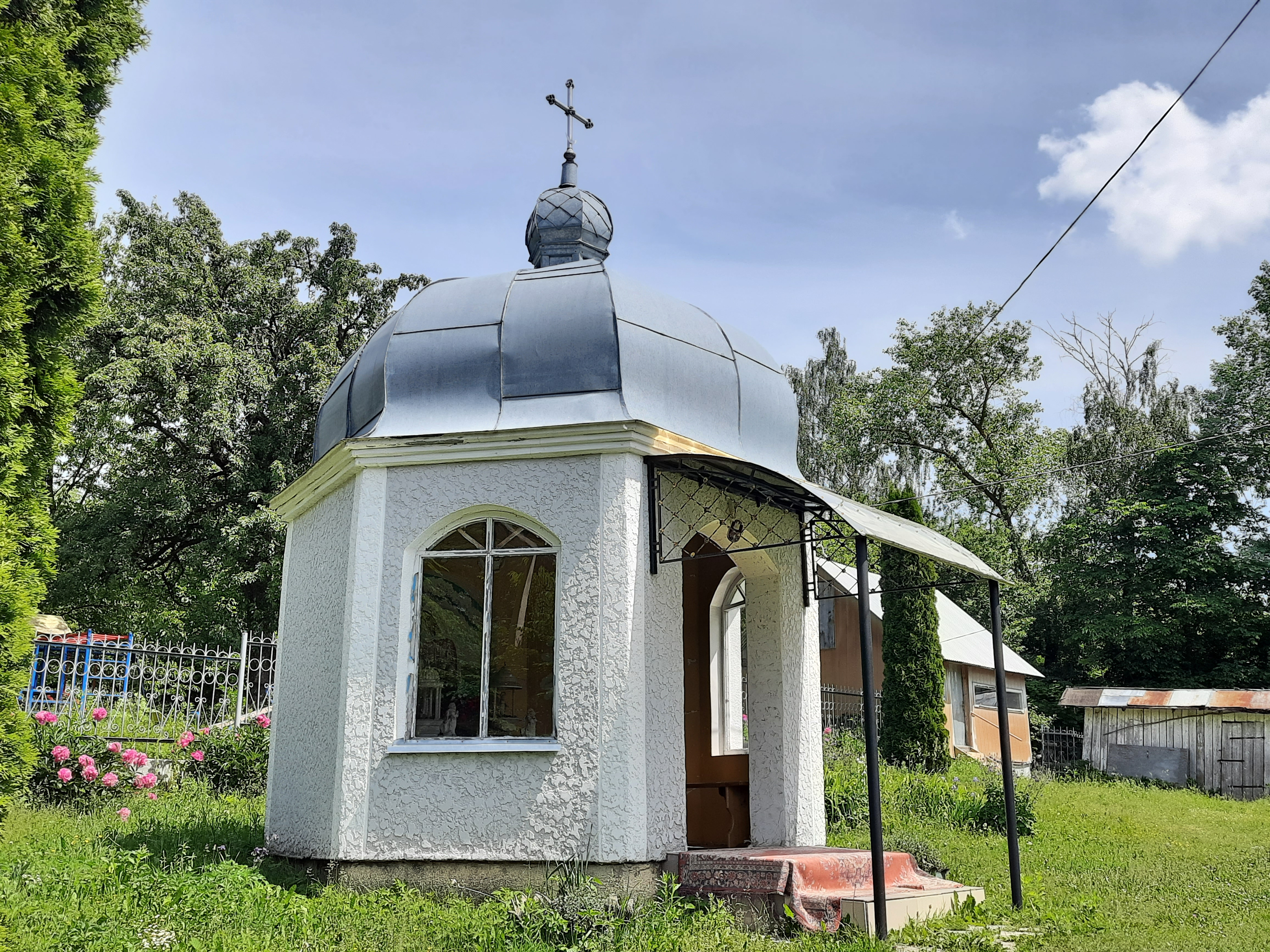
Капличка
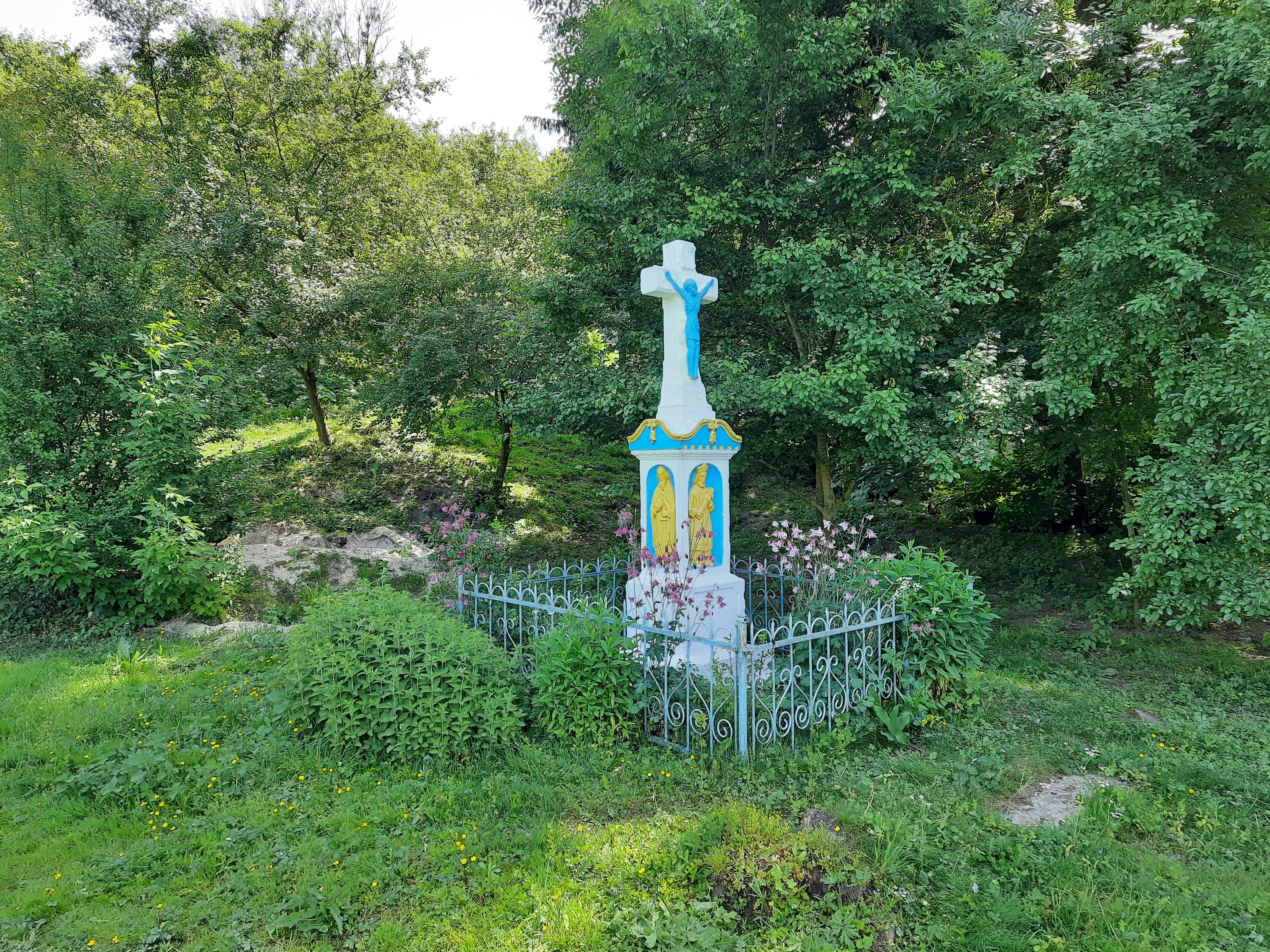
Хрест святому Іоану (Яну)
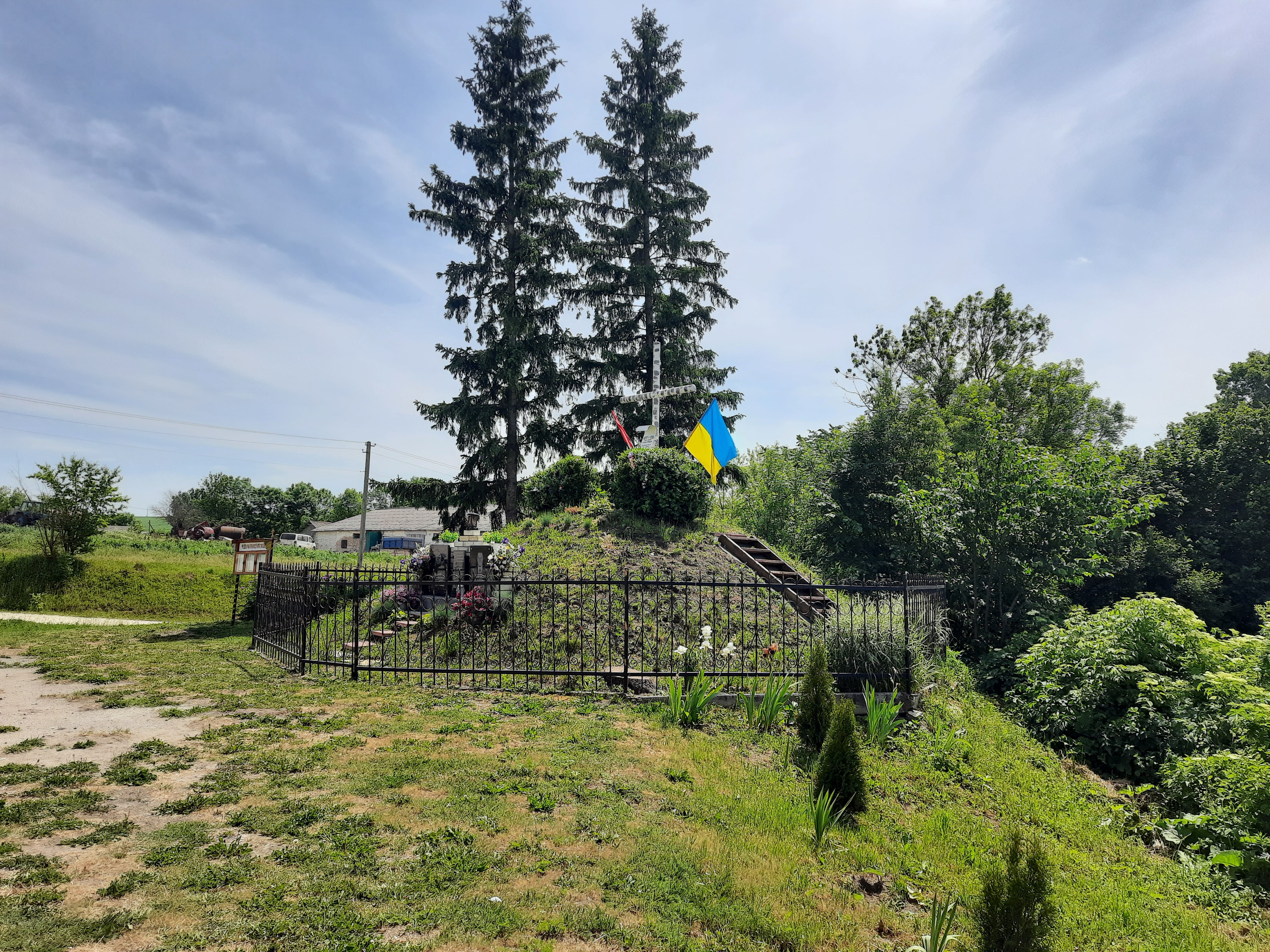
Символічна Могила Борцям за волю України